# 恐れ (アルバム)
『恐れ』（おそれ、原題：Fear）は、ジョン・ケイルが1974年に発表したスタジオ・アルバム。

## 背景
ケイルはしばらくアメリカの西海岸を拠点に活動していたが、その後イギリスに戻り、新たにアイランド・レコードとの契約を得た。ケイルは当時、ザ・ビーチ・ボーイズやマーラーのレコードを聴きながら西海岸での思い出に浸っており、それが本作にも影響を与えたといわれる。

## 評価
Ned Raggettはオールミュージックにおいて5点満点中4点を付け、アルバムの全体像に関して「それまでの彼のソロ・キャリアは、興味深い手法による実験だったが、彼は本作で、そうした実験と彼ならではの親しみやすいポップ/ロックを調和させている」、収録曲「ザ・マン・フー・クドゥント・アフォード・トゥ・オージー」に関して「ザ・ビーチ・ボーイズの楽しい模倣」と評している。また、Daryl Easleaは2007年、BBCのレビューにおいて「パンクへの道を完璧に指し示した、濃密でシャキシャキしたロック・アルバム」と評している。

## 収録曲
全曲ともジョン・ケイル作。
1. フィアー・イズ・ア・マンズ・ベスト・フレンド - "Fear Is a Man's Best Friend" - 3:53
2. バッファロー・バレエ - "Buffalo Ballet" - 3:29
3. バラクーダ - "Barracuda" - 3:48
4. エミリー - "Emily" - 4:22
5. シップ・オブ・フールズ - "Ship of Fools" - 4:38
6. ガン - "Gun" - 8:05
7. ザ・マン・フー・クドゥント・アフォード・トゥ・オージー - "The Man Who Couldn't Afford to Orgy" - 4:34
8. ユー・ノウ・ミー・モア・ザン・アイ・ノウ - "You Know More Than I Know" - 3:35
9. モママ・スキューバ - "Momamma Scuba" - 4:24

## 参加ミュージシャン
- ジョン・ケイル - ボーカル、キーボード、ヴィオラ、ギター、ベース
- フィル・マンザネラ - ギター、スライドギター
- アーチー・リジェット - ベース
- フレッド・スミス - ドラムス
- ブライアン・イーノ - エフェクト
- ドリーン・チャンター、アイリーン・チャンター、リザ・ストライク - バッキング・ボーカル

アディショナル・ミュージシャン
- ジュディ・ナイロン - ゲスト・ボーカル(on #7)
- リチャード・トンプソン、ブライン・ハワース - スライドギター(on #9)
- ブライアン・ターリントン - ベース(on #9)
- マイケル・デスマライス - ドラムス(on #9)